# Friedrich Leopold von Zaluskowski
Friedrich Leopold von Zaluskowski (* 19. Januar 1786 in Narzym; † 16. Januar 1857 in Berlin) war ein preußischer Generalmajor und Kommandeur der 2. Infanterie-Brigade.

## Leben

### Herkunft
Friedrich war der Sohn von Adam von Zaluskowski und dessen Ehefrau Anna Karoline Sophie, geborene Krause. Sein Vater war Sekondeleutnant a. D., zuletzt im Husarenregiment „von Wuthenau“ sowie Herr auf Narzym.

### Militärkarriere
Zaluskowski besuchte die Kadettenhäuser in Kulm und Berlin. Am 29. März 1800 kam er als Gefreitenkorporal in das Infanterieregiment „von Ruits“ der Preußischen Armee und avancierte bis Dezember 1806 zum Sekondeleutnant. Im Vierten Koalitionskrieg kämpfte er bei Preußisch Eylau, Kreuzburg, Braunsberg und wurde an der Passarge verwundet.
Nach dem 1. Januar 1808 wurde er in das 1. Pommerische Infanterie-Regiment übernommen und diente bis 1813 als Bataillonsadjutant. Im Feldzug gegen Russland kämpfte Zaluskowski 1812 in den Gefechten bei Eckau, Wollgrund und Ruhenthal.
Während der Befreiungskriege kämpfte er im Gefecht bei Velitz, wo ihm das Pferd erschossen wurde, er aber eine Belobigung erhielt. Zaluskowski nahm dann am Gefecht bei Hoyerswerda teil und erwarb sich bei Thießen das Eiserne Kreuz II. Klasse. Danach kämpfte er bei Elster, Hoogstaeten, Lier, Sweweghem sowie den Belagerungen von Wittenberg, Namur, Maubeuge, Landrecies, Rocroy und Givet als auch bei den Schlachten von Großbeeren, Dennewitz, Leipzig und Ligny, wo er das Eiserne Kreuz I. Klasse erwarb. Zaluskowski war von 1813 bis 1815 Regimentsadjutant und stieg bis Ende Mai 1814 zum Stabskapitän auf. Am 27. April 1815 wurde er in die Adjutantur versetzt und am 7. Juni 1815 zum Kapitän befördert. Als solcher war Zaluskowski ab dem 5. Oktober 1815 als Adjutant des Generalmajors von Bose tätig.
Am 1. Februar 1816 folgte seine Versetzung als Adjutant in die Landwehrinspektion in Köslin. Am 30. März 1818 kam er dann als Adjutant zur 3. Division und wurde am 2. April 1820 mit Patent vom 10. April 1820 zum Major befördert. Am 30. März 1823 kam er dann als Bataillonskommandeur in das 5. Infanterie-Regiment. Am 29. Mai 1832 wurde er dann nach Stettin versetzt, wo er als Kommandeur des I. Bataillons im 2. Landwehr-Regiment fungierte. Am 30. März 1837 wurde mit Patent vom 12. April 1837 zum Oberstleutnant befördert und in das 9. Infanterie-Regiment versetzt. Man beauftragte Zaluskowski am 30. März 1838 zunächst mit der Führung des 31. Infanterie-Regiments, ernannte ihn am 15. September 1838 zum Regimentskommandeur und beförderte ihn in dieser Stellung am 30. März 1839 mit Patent vom 5. April 1839 zum Oberst. Am 22. März 1843 wurde er Kommandeur der 2. Infanterie-Brigade und am 8. April 1843 dem 31. Infanterie-Regiment aggregiert. Am 22. März 1845 folgte seine Beförderung zum Generalmajor. Unter Verleihung des Roten Adlerordens II. Klasse mit Eichenlaub nahm Zaluskowski am 4. Februar 1847 seinen Abschied mit Pension. Er starb am 16. Januar 1857 in Berlin und wurde am 19. Januar 1857 auf dem Invalidenfriedhof beigesetzt.

### Familie
Am 17. Oktober 1816 heiratete er in Köslin Emilie Luise Ernestine Henriette Josephine von Podewils (1798–1822). Nach ihrem Tod heiratete er am 2. März 1823 in Potsdam Emilie Antoinette Marianne Jacobi, eine Tochter des Geheimen Oberrechnungsrates Jacobi. Das Paar hatte mehrere Kinder:
- Conrad August Otto (1825–1870), gefallen bei Le Bourget als Oberst und Kommandeur des Königin-Elisabeth-Garde-Grenadier-Regiments Nr. 3.[2]
- August Friedrich Wladislaw (1826–1871), Major, gestorben an den Spätfolgen des Krieges.